# Всесоюзное общество филателистов
Всесоюзное общество филателистов (ВОФ), с 1989 года Союз филателистов СССР (СФ СССР), — добровольная культурно-просветительная организация, объединявшая филателистические объединения и филателистов в СССР. Основано в 1923 году, ликвидировано органами НКВД РСФСР по указанию ОГПУ в 1931 году. Повторно основано в 1966 году и преобразовано в Союз филателистов России в 1992 году.

## История

Выступление Э. Т. Кренкеля на Учредительной конференции ВОФ (1966)

### Учреждение
Всесоюзное общество филателистов было создано 11 марта 1966 года в Москве на Учредительной конференции (проходившей в помещении гостиницы «Юность» и ставшей первым съездом ВОФ) на основе Московского городского общества коллекционеров и ряда филателистических объединений в других городах страны, существовавших с 1957 года. Делегаты I съезда представляли 170 городских товариществ коллекционеров, клубов и кружков. Общество объединяло отделения во всех союзных республиках. Деятельностью ВОФ руководило правление со штаб-квартирой в Москве, первым председателем которого стал Герой Советского Союза Эрнст Теодорович Кренкель. В год своего образования Общество насчитывало в своих рядах около 20 тыс. членов.
20 мая 1966 года врачом Александром Климентьевичем Воробьёвым (1901—1986) было создано Свердловское отделение ВОФ — первое областное в СССР.
17 января 1967 года Президиум правления ВОФ утвердил согласованное с ЦК ВЛКСМ и Министерством просвещения СССР Положение о юношеской секции ВОФ — Клубе юных филателистов (КЮФ). Таким образом было положено начало организованной юношеской филателии. В начале того же года ВОФ было принято коллективным членом во Всесоюзное общество «Знание».
В 1967 году состоялись учредительные конференции Ленинградского (председатель Правления — Д. В. Иванов), Ростовского (председатель — Н. Н. Артамонов), Одесского (председатель — Н. П. Харитонов) и Харьковского (председатель — Н. И. Харитонов) областных отделений ВОФ. 15 апреля того же года в Таллине состоялась Учредительная конференция Эстонского республиканского отделения ВОФ, который возглавил опытный филателист Х. Я. Тууксам. В 1967 году в Минске состоялась и Учредительная конференция Белорусского республиканского отделения ВОФ. Председателем Правления был избран работник Министерства связи Белорусской ССР Г. Ф. Дуброво.

### Международное признание
25 мая 1967 года на 36-м конгрессе в Амстердаме Всесоюзное общество филателистов было принято членом Международной федерации филателии (ФИП). По возвращении советской делегации с конгресса Эрнст Кренкель сообщил о включении ВОФ в состав ФИП в одном из филателистических выпусков радиостанции «Маяк»:
Дорогие товарищи! Рад сообщить вам, что наше филателистическое Общество принято в ФИП и теперь является членом международной филателистической организации. <...>
Наше Общество было принято единогласно! Президент ФИП Бертело произнёс небольшую речь и поздравил с вступлением в ФИП. После этого нас попросили рассказать о Всесоюзном обществе филателистов, наших задачах и целях.
Что нам даёт участие в ФИПе?

Теперь наши филателисты смогут принять самое активное участие в международной филателистической жизни, участвовать в конгрессах ФИП и международных выставках.

### 1970-е годы
К 1977 году ВОФ объединяло свыше 2 тыс. первичных организаций и 3 тыс. клубов юных филателистов (многие из которых имели секции фалеристики, филумении, филокартии, бонистики и др.), свыше 200 тыс. членов. За период 1966—1976 годов ВОФ экспонировало на международных выставках свыше 1 тыс. коллекций, отмеченных 854 медалями и 198 призами. В середине 1970-х годов в Советском Союзе ежегодно проводилось свыше 4500 различных выставок.

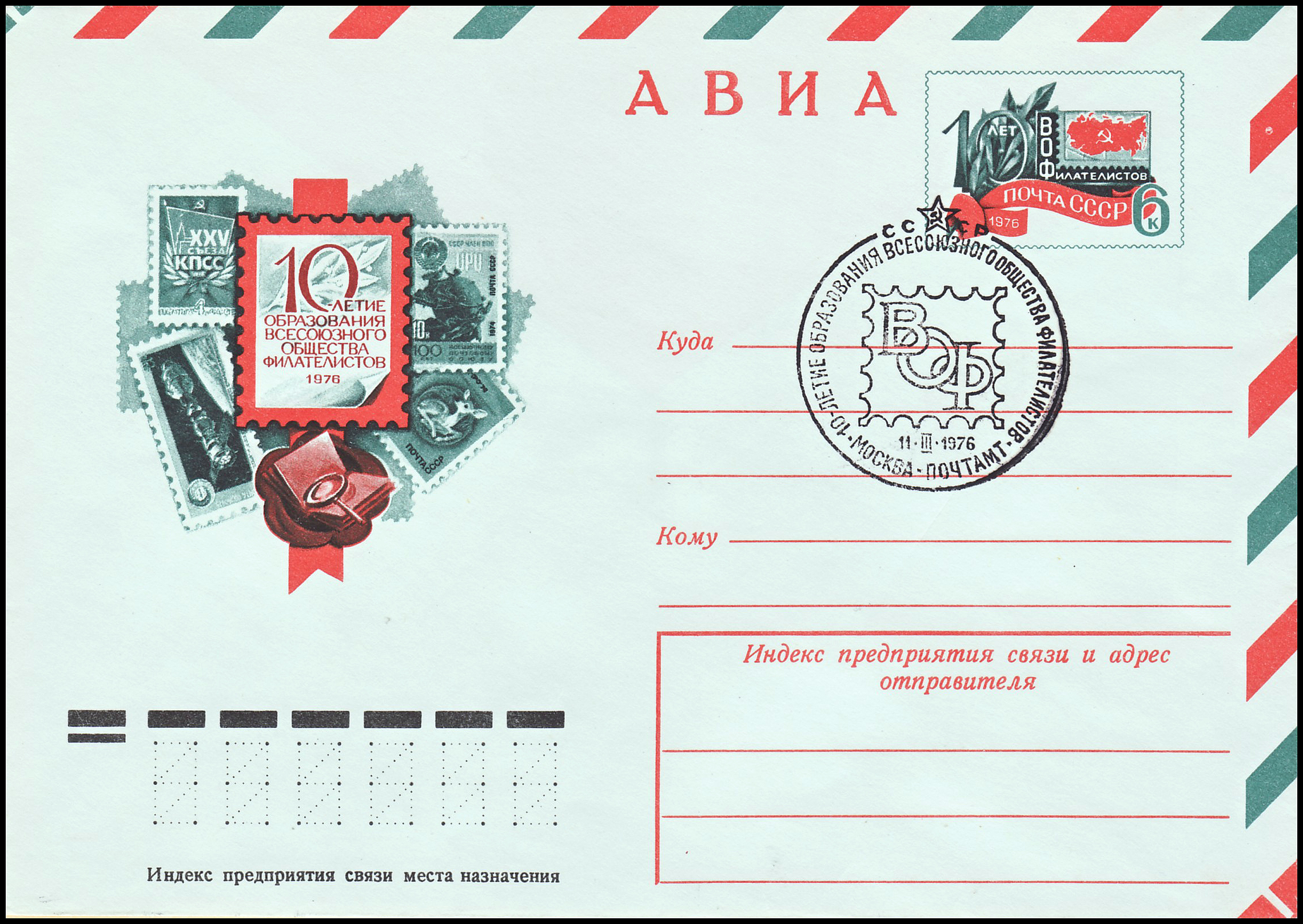
Конверт с оригинальной маркой «10-летие Всесоюзного общества филателистов», СССР, 1976. На марке изображён. Художник Ю. Арцименев. Спецгашение: Москва, Почтамт, 11.03.1976

Интересную статистику охвата и вовлечения коллекционеров во всесоюзную организацию показал опрос, который был впервые проведён в 1975 году Ленинградским городским агентством «Союзпечать» среди филателистов через киоски и магазины города. С целью изучения покупательского спроса в анкету было включено 11 вопросов, которые касались коллекционирования марок. По сообщению начальника отдела филателии Ленгорагентства Б. Яхода, было подготовлено 20 тыс. анкет и получено 3340 ответов. Из опрошенных филателистов 76 % были неорганизованными коллекционерами и только 24 % — членами ВОФ. 90 % предпочитали собирать выпуски СССР по хронологии, а 10 % — почтовые марки социалистических стран. Большой популярностью пользовалось тематическое коллекционирование. В Москве и Ленинграде, практически в каждом областном, краевом центре, городах — столицах союзных и автономных республик были открыты специализированные магазины «Филателия».

### 1980-е годы

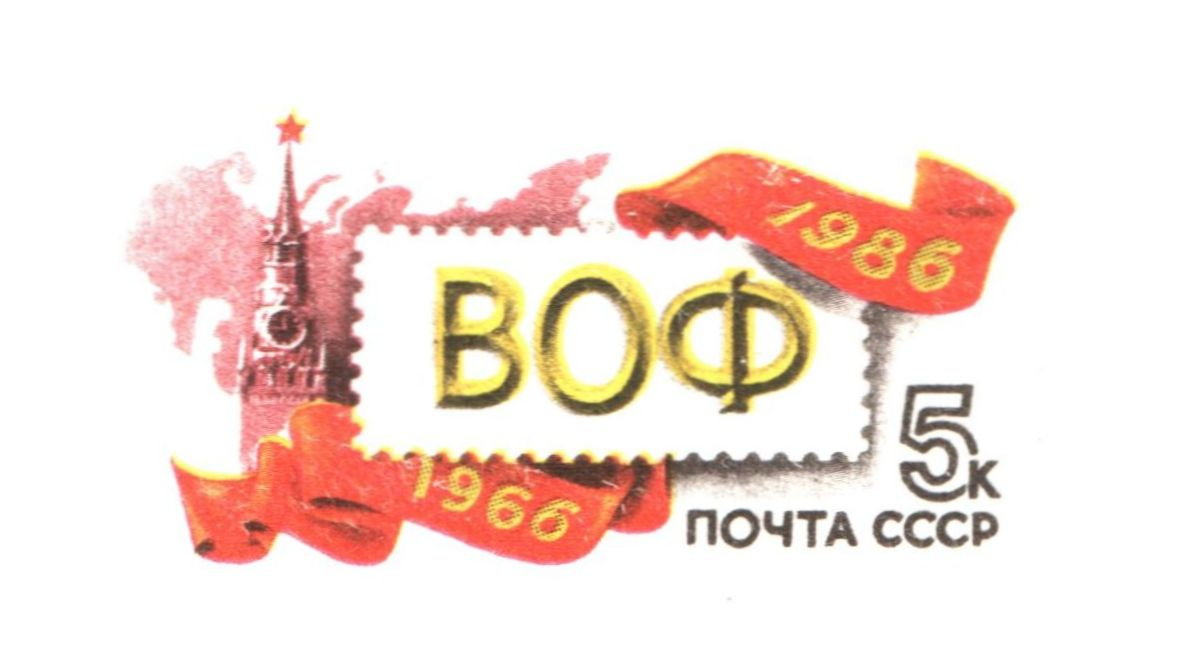
Оригинальная марка СССР «20 лет ВОФ» (1986)

По состоянию на январь 1985 года насчитывалось около 3500 первичные организаций Общества. При этом численность членов была 200 тыс. человек, а юношеская секция объединяла свыше 210 тыс. пионеров и школьников, которые занимались в 6000 клубах юных филателистов.

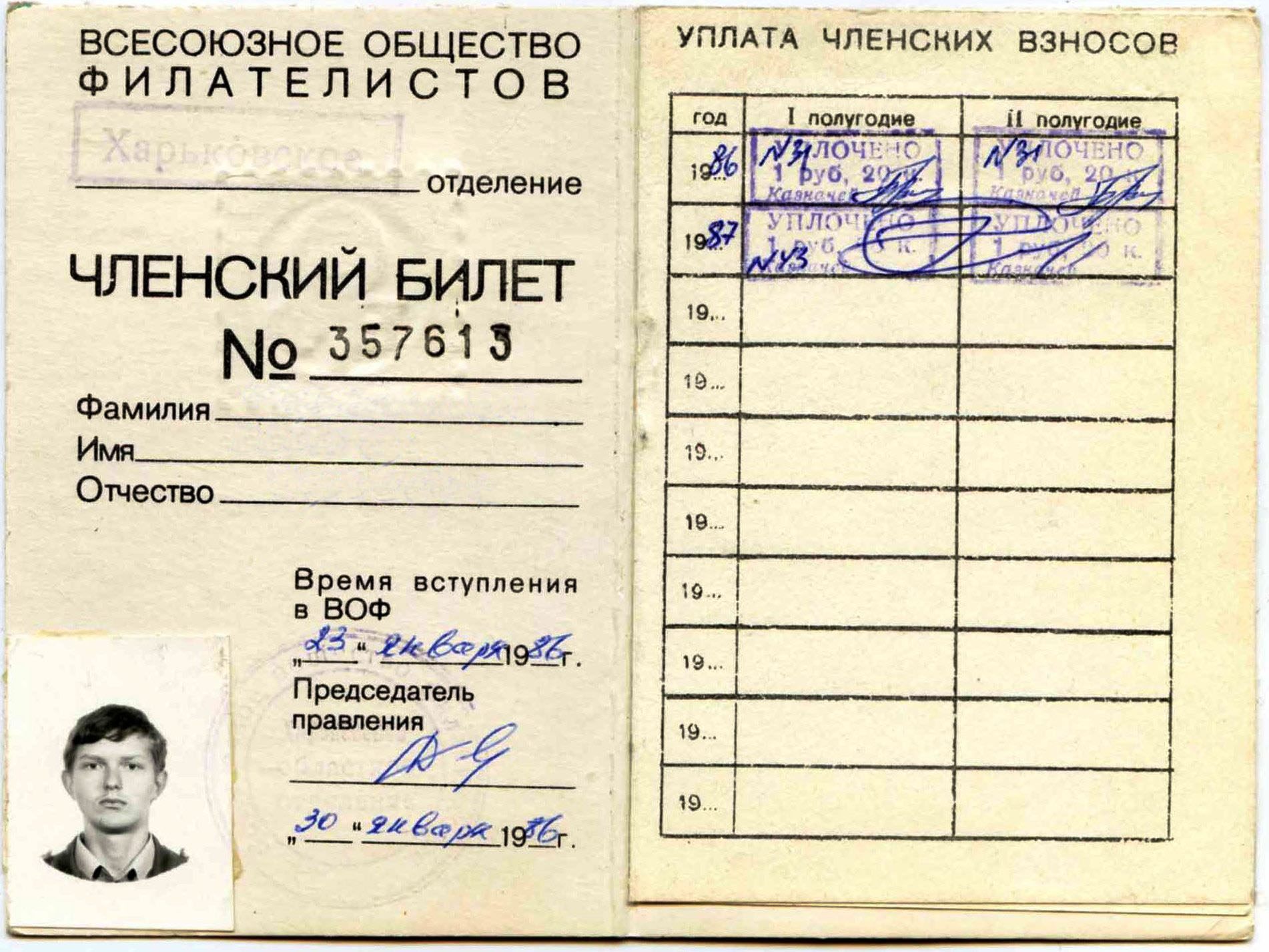

14 октября 1989 года на VI съезде ВОФ было принято решение о переименовании Всесоюзного общества филателистов в Союз филателистов СССР (СФ СССР), был утверждён новый текст Устава. Его главная особенность состояла в предоставлении широкой самостоятельности организациям Союза. Отделения ВОФ союзных республик, Москвы и Ленинграда были преобразованы в Союзы филателистов, а отделения областные, краевые и автономных республик — в общества филателистов. В феврале 1992 года на IV внеочередном пленуме Центрального правления СФ СССР было реорганизовано в Союз филателистов России.

## Устав и задачи ВОФ
Устав ВОФ предусматривал «привлечение широких масс трудящихся, и особенно молодежи, к коллекционированию почтовых марок как средству изучения памятников материальной культуры, политических и исторических событий, науки, искусства и природы, а также как одному из видов общественно полезной деятельности, сочетающей разумный отдых с расширением культурного и общеобразовательного кругозора граждан СССР». В частности, Общество ставило перед собой следующие задачи:
- Использование филателии в качестве одного из средств коммунистического воспитания трудящихся СССР.
- Ведение культурно-просветительной работы путём организации докладов, лекций, бесед и занятий по филателии; пропаганда коллекционирования в печати, по радио и телевидению.
- Укрепление дружеских и культурных связей с зарубежными филателистическими организациями.
- Участие в зарубежных филателистических выставках и содействие в организации филателистического обмена.

Печатный орган ВОФ — журнал «Филателия СССР». Юбилейный номер журнала — № 3 за 1991 год, посвящённый 25-летию общества, переименованного в 1989 году в Союз филателистов СССР. На обложке изображены эмблема общества и юбилейный почтовый блок, выпущенный в качестве почтово-благотворительного выпуска в Фонд помощи Союзу филателистов

К основным направлениям деятельности ВОФ также относились: создание отделений, клубов и кружков на местах, научно-исследовательская работа и экспертиза, организация выставок и др.
Первичными организациями ВОФ являлись кружики и клубы. Кружок можно было создать при наличии, по меньшей мере, трёх коллекционеров. Для создания клуба необходимо было наличие не менее десяти коллекционеров. Кроме того, требовалось иметь помещение для организации встреч клуба. Общее собрание принимало решение о создании первичной организации и выбирало её руководящий состав. Вступительный взнос был равен 1 рублю, годовой членский взнос — 2 рублям 40 копейкам. Членские билеты выдавались местным отделением ВОФ[≡].

## Печатный орган и другие издания
ВОФ (с 1989 года СФ СССР) совместно с Министерством связи СССР издавало ежемесячный журнал «Филателия СССР» (с апреля 1991 года — «Филателия») и ежегодник «Советский коллекционер». Обществом был выпущен «Справочник активиста ВОФ», содержавший методические советы по организации работы Общества на местах. Правление ВОФ установило также хорошую традицию ежегодно выпускать рекламно-пропагандистские открытки филателистического содержания.
Подводя итоги работы Общества в 1975 году по выполнению одной из задач — пропаганды советского коллекционирования в печати, журнал «Филателия СССР» сообщал, что в течение года в газетах и журналах было опубликовано свыше 8 тыс. заметок и информационных сообщений, при этом более 360 периодических изданий имели постоянные рубрики. Бо́льшая часть этих материалов была посвящена филателии и включала информацию о новых советских почтовых марках, статьи о знаменательных датах, событиях и деятелях, изображённых на знаках почтовой оплаты, сообщения о культурно-просветительской деятельности и т. д.

## Съезды ВОФ
Высшим органом ВОФ являлся Всесоюзный съезд, который проводился каждые четыре года, а начиная с III съезда каждые пять лет.

### I съезд
Первый, учредительный, съезд ВОФ состоялся 11 марта 1966 года. Он принял Устав, выбрал правление и ревизионную комиссию ВОФ.

### II съезд
Второй съезд ВОФ прошёл 8 октября 1970 года. Он внёс изменения в Устав, заслушал отчётный доклад Э. Т. Кренкеля, наметил план дальнейшей работы. На съезде присутствовали 222 делегата, представлявшие 52 тыс. членов ВОФ и 54 тыс. членов юношеской секции.

### III съезд
Третий съезд ВОФ был проведён 15—16 октября 1974 года. На съезде было отмечено, что выставочная работа в стране достигла широкого размаха. В первой половине 1970-х годов на советских выставках были показаны тысячи коллекций, лучшие из которых демонстрировались с успехом заграницей. Бурное развитие получило тематическое коллекционирование.

### IV съезд
Четвёртый съезд ВОФ, проходивший 11—12 октября 1979 года, избрал новый состав правления и ревизионной комиссии ВОФ, внёс частичные изменения в Устав ВОФ. 360 делегатов съезда представляли 175 тыс. членов Общества и 145 тыс. членов юношеской секции.

### V съезд
Пятый съезд ВОФ был созван 4—5 октября 1984 года. Он определил узловые задачи, одна из которых — борьба за массовость Общества, избрал новый состав правления и ревизионной комиссии ВОФ.

### VI съезд
Шестой, последний, съезд ВОФ, который был организован 13—14 октября 1989 года, принял решение о переименовании Всесоюзного общества филателистов в Союз филателистов СССР, отделения ВОФ союзных республик, Москвы и Ленинграда были преобразованы в Союзы филателистов, а отделения областные, краевые и автономных республик — в общества филателистов. Был принят Устав СФ СССР. На съезде присутствовали 270 делегатов от 140 тыс. членов Общества и 149 тыс. юных филателистов.

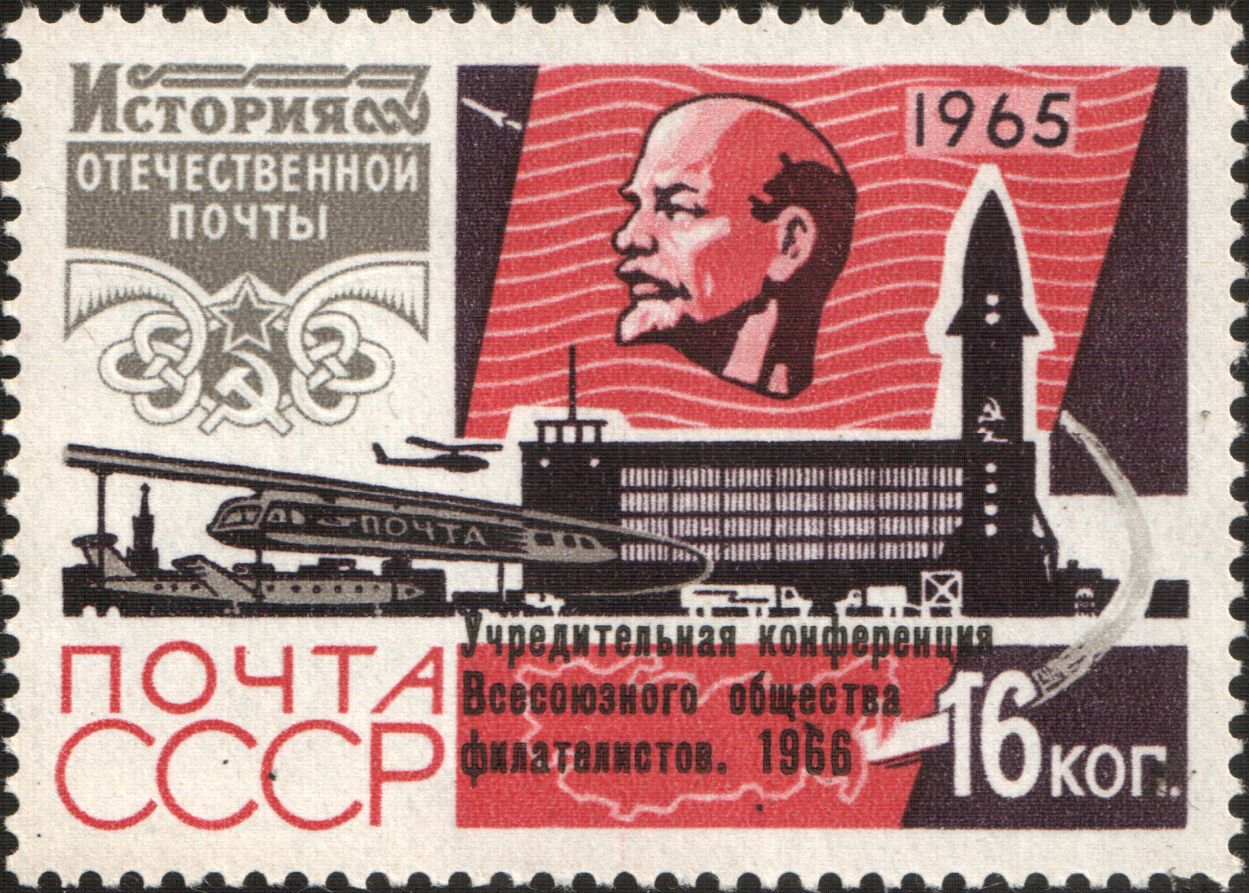
Марка СССР, посвящённая Учредительной конференции ВОФ, 1966 (ЦФА [АО «Марка»] № 3331)
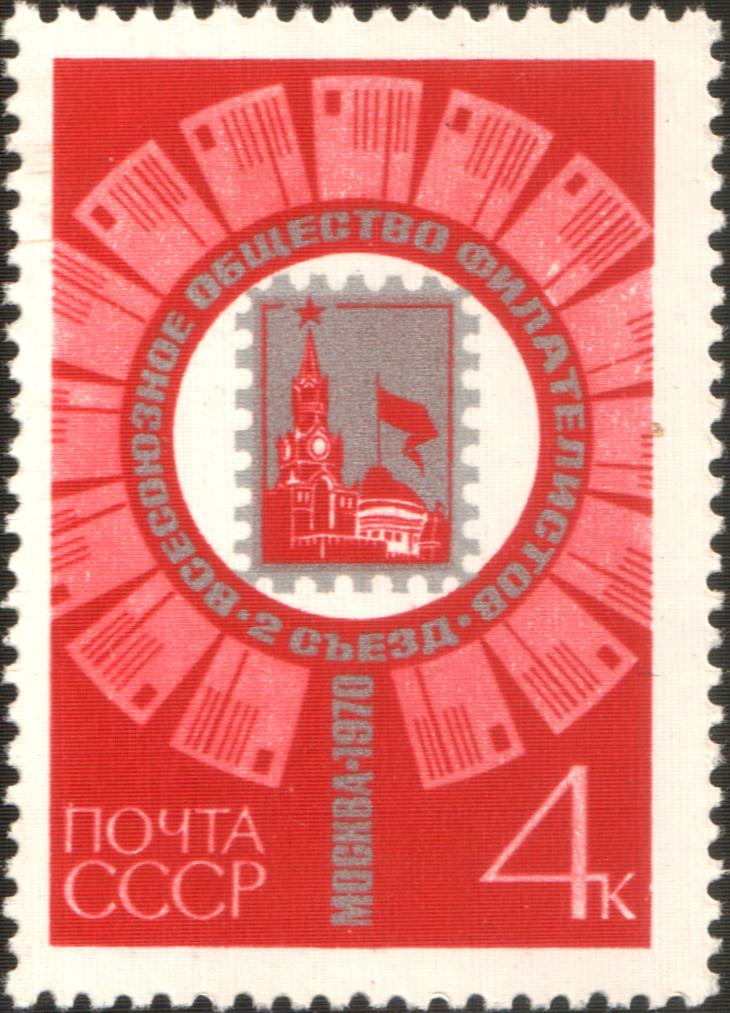
Марка СССР, посвящённая II съезду ВОФ в Москве (1970)
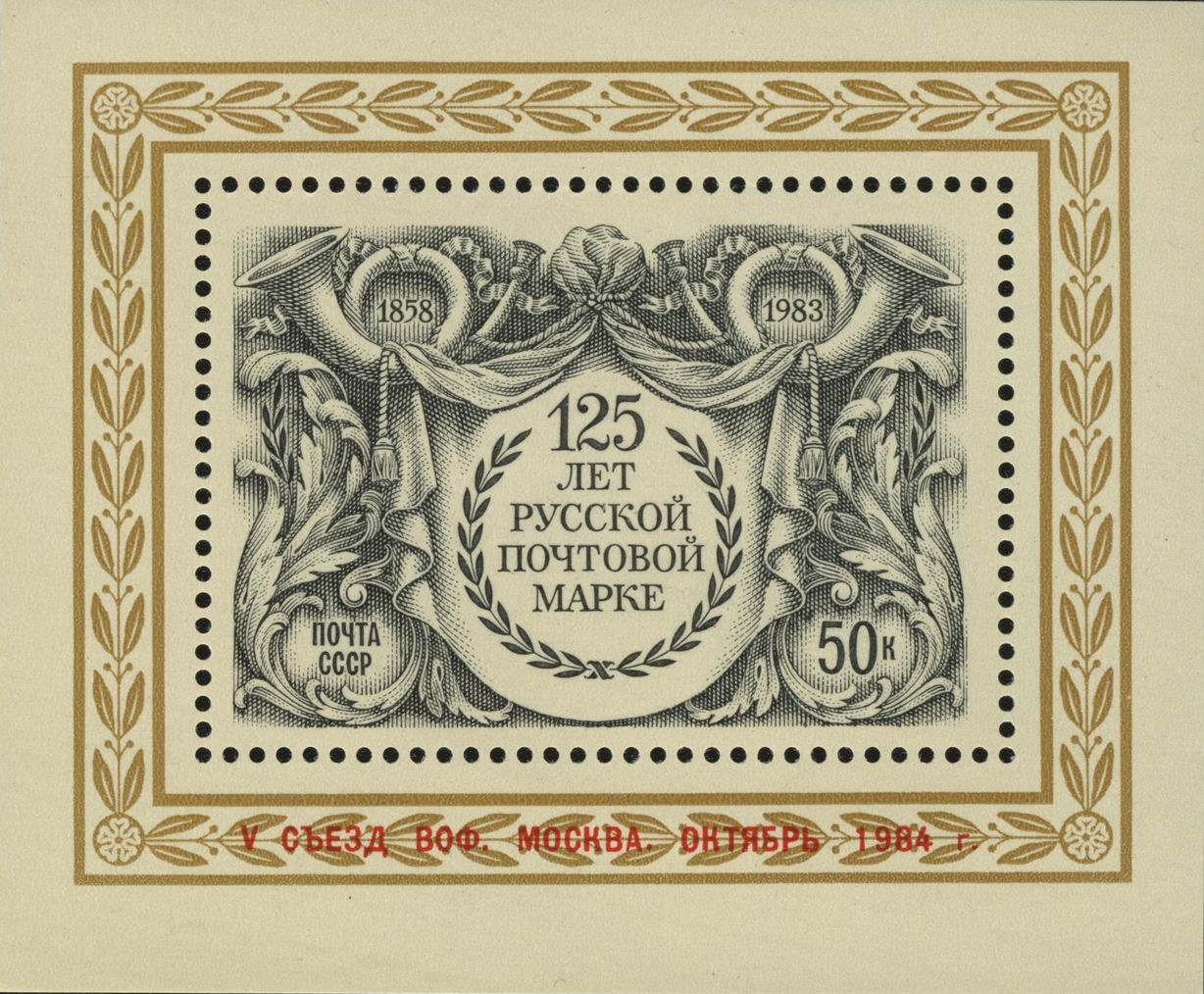
Блок СССР «125 лет русской почтовой марке», 1983 (ЦФА [АО «Марка»] № 5421), с надпечаткой «V СЪЕЗД ВОФ. МОСКВА. ОКТЯБРЬ 1984 г.»
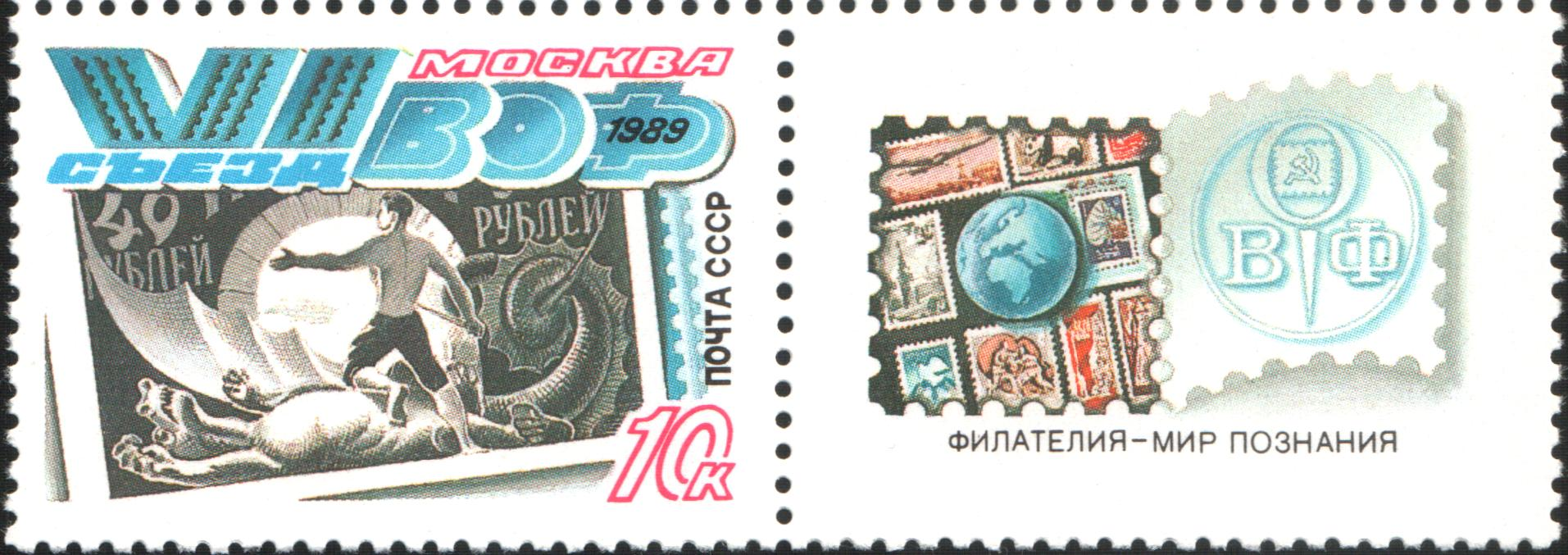
Марка СССР с купоном в честь VI съезда ВОФ, 1989 (ЦФА [АО «Марка»] № 6100)

## Председатели правления ВОФ (СФ СССР)
За всю историю Общества его возглавляли следующие персоналии:
- 1966—1971 — Эрнст Теодорович Кренкель.
- 1972—1977 — Анатолий Никифорович Яр-Кравченко.
- 1977—1988 — Лев Степанович Дёмин.
- 1988—1992 — Виктор Васильевич Горбатко.

Нагрудный значок члена ВОФ

## Нагрудный значок члена ВОФ[^]
В 1966 году Президиум Правления ВОФ провёл конкурс на лучший проект нагрудного значка члена ВОФ. В конкурсе приняли участие 94 организации ВОФ, которые представили 177 проектов значка и 420 его эскизов. За основу был принят эскиз сделанный В. В. Лосем из Минска. На нём была изображена карта СССР на фоне почтовой марки. Доработка эскиза значка была поручена художнику Е. Ф. Новицкому.

## Награды

Нагрудный знак
«Почётный член ВОФ»

### «Почётный член ВОФ»
В соответствии со статьёй 8 Устава ВОФ звание «Почётный член ВОФ» присваивалось членам Общества за особо выдающиеся заслуги в деле развития и пропаганды советской филателии. В исключительных случаях это звание присваивалось иностранцам, которые своей общественной деятельностью в области филателии внесли большой вклад в дело укрепления дружбы между народами и пропаганды филателии за границей. Звание присваивалось решением Президиума правления ВОФ по представлению правлений республиканских, краевых и областных отделений ВОФ, а также других общественных организаций. Почётному члену ВОФ вручался нагрудный знак, диплом и филателистический сувенир. Почётные члены ВОФ освобождались от уплаты членских взносов и пользовались преимущественным правом приобретения филателистических материалов. Лишение звания «Почётный член ВОФ» производилось только решением пленума Правления или съезда ВОФ.
Первым в нашей стране Почётным членом ВОФ стал академик П. А. Ребиндер, удостоенный этого звания в апреле 1966 года. В апреле 1969 года это звание было впервые присвоено иностранцу — председателю правления Союза филателистов ГДР Курту Земишу за активную деятельность по укреплению и расширению дружеских связей между филателистическими организациями ГДР и Советского Союза, за пропаганду советской филателии. На 1 октября 1971 года звание «Почётный член ВОФ» было присвоено 28 советским и 16 зарубежным коллекционерам. К 1977 году лауреатами звания являлись 62 советских и зарубежных филателистов.

### «Активист ВОФ»
В 1982 году Президиум правления утвердил положение о знаке «Активист ВОФ» (с 1989 года «Активист СФ»). Им награждались филателисты, состоявшие в ВОФ не менее трёх лет и активно работавшие в правлениях отделений и в советах клубов, в постоянных общественных, ревизионных комиссиях, регулярно участвовавшие в выставках, проводившие пропаганду филателии в печати, по радио и телевидению, выступавшие с лекциями и беседами, возглавлявшие КЮФы.

Приз имени Э. Т. Кренкеля

Право награждения знаком имели Президиум правления ВОФ, президиумы правлений Общества союзных республик, а также Московского и Ленинградского отделений ВОФ.
После преобразования ВОФ в Союз филателистов СССР в 1989 году, коллекционеров стали награждать знаком «Активист СФ».

### Приз имени Кренкеля
Приз имени Э. Т. Кренкеля был учреждён в ноябре 1979 года постановлением Президиума правления ВОФ и одобрен IV съездом ВОФ в память больших заслуг в развитии советской филателии и укреплении международных связей ВОФ первого председателя правления Э. Т. Кренкеля. Призом имени Э. Т. Кренкеля награждались отделения ВОФ. Первым обладателем приза стало в апреле 1983 года Украинское республиканское отделение ВОФ.

### Почётная медаль ВОФ

Почётная медаль ВОФ

Почётная медаль ВОФ (настольная) была учреждена 26 марта 1980 года. Дизайн медали представлял собой стилизацию рисунка «Голова рабочего» И. Шадра, использовавшегося на ранних стандартных марках РСФСР, например, на марке 1922 года (ЦФА [АО «Марка»] #73; Sc #230), и СССР. По рангу медаль занимала место между Книгой почёта Общества и знаком «Активист ВОФ». Согласно положению, утверждённому Президиумом правления, медалью награждались:
- организации ВОФ, клубы юных филателистов и члены Общества за успехи в проведении массовых культурно-просветительных мероприятий, создание новых клубов и кружков, рост рядов Общества;
- редакции газет, журналов, радио и телевидения за активную пропаганду филателии;
- отдельные лица, оказавшие большую помощь организациям ВОФ в развитии филателии;
- зарубежные организации и активисты за пропаганду советской филателии и укрепление дружественных связей с ВОФ[21].

Награждение медалью производилось Президиумом правления ВОФ и, как правило, приурочивалось к юбилейным и торжественным датам. К медали выдавалось удостоверение единого образца. Первым Почётной медали было удостоено Украинское республиканское отделение. В числе награждённых также были Главная редакция информации Всесоюзного радио («Маяк»), Всевенгерский и Польский союзы филателистов, Союзы филателистов Чехословакии и ГДР.